# Manolo Rico
Manuel "Manolo" Rico fue un primer actor teatral español afincado en Argentina de larga trayectoria artística.

## Carrera
El actor cómico español Manolo Rico reinó sobre los espacios revisteriles en las primeras décadas del siglo XX. Durante 1940 estuvo a cargo de la dirección de Argentinistas.
En 1928 integra la Compañía de Revistas Ivo Pelay junto con la cancionista criolla Azucena Maizani, y los actrices Perlita Grecco y Enriqueta Mesa.
Estuvo casado por varias décadas con la actriz Lola Calderón, integrante de una antigua familia artística, procedente de la zarzuela.

## Teatro
- 1922: Morriña, morriña mía, junto a Santiago Arrieta, Eva Franco y Berta Gangloff, entre otros.
- 1928: Bertoldo, Bertoldino y el otro.
- 1928: Misia presidencia.
- 1928: Vértigo, junto a Laura Pinillos, Samuel Giménez, Victoria Pinillos, Victoria Cuenca, Eduardo de Labar y Enriqueta Mesa.
- 1929: Lulú, comedia musical francesa de Serge Veber, Georges van Parys y Philippe Parès, con la Gran Compañía de Comedias Musicales y Piezas de Gran Espectáculo, dirigida por Ivo Pelay, junto con Laura Pinillos, Vicente Climent, Pedro Quartucci, Victoria Pinillos, Amanda Las Heras, Ida Delmas, Felisa Bonorino, entre otros.[3]
- 1929: Yes, comedia musical de Soulaine y Pujol, con música de Maurice Yvain.
- 1930: Nené, comedia musical de Praxy y Eddy, música de Bereny.
- 1930: Cuando son tres..., , comedia musical, de Serge Veber y A. Willemetz, música de Joseph Szulc.